# Mała klauzula rebus sic stantibus
Sądowa waloryzacja świadczeń pieniężnych zwana też małą klauzulą rebus sic stantibus – instytucja prawa cywilnego pozwalająca na sądową zmianę wysokości świadczenia w razie istotnej zmiany siły nabywczej pieniądza po powstaniu zobowiązania.
Przesłanki sądowej waloryzacji są następujące:
- istotna zmiana siły nabywczej pieniądza. Zmiana ta musi nastąpić po powstaniu stosunku zobowiązaniowego,
- żądanie strony skierowane do sądu.

Przesłanką negatywną dochodzenia sądowej waloryzacji świadczeń pieniężnych jest prowadzenie przez stronę przedsiębiorstwa, jeżeli świadczenie pozostaje w związku z prowadzeniem przedsiębiorstwa.
W przypadku zaistnienia obu przesłanek pozytywnych i braku przesłanki negatywnej, sąd władny jest:
- zmienić wysokość świadczenia,
- zmienić sposób spełnienia świadczenia (w szczególności wskazać inny termin czy miejsce).

Mała klauzula rebus sic stantibus została uregulowana w art. 3581 § 3 i 4 kodeksu cywilnego.